# Гуринівка (Корюківський район)
Гурині́вка — село в Україні, у Корюківській міській громаді Корюківського району Чернігівської області. Населення становить 109 осіб. До 2016 орган місцевого самоврядування — Брецька сільська рада.

## Географія
Село розташоване за 5 км від районного центру і залізничної станції Корюківка . Висота над рівнем моря — 138 м.

## Топоніміка
За розповідями старожилів, село дістало назву від чоловіка на прізвище Гурин, який купив у пана Держановського землю і заснував власний хутір.

## Історія
У Національній книзі пам'яті жертв Голодомору 1932—1933 років в Україні перелічено 8 жителів села, що загинули від голоду.
12 червня 2020 року, відповідно до розпорядження Кабінету Міністрів України № 730-р «Про визначення адміністративних центрів та затвердження територій територіальних громад Чернігівської області», увійшло до складу Корюківської міської громади.
19 липня 2020 року, в результаті адміністративно-територіальної реформи та ліквідації колишнього Корюківського району, село увійшло до складу новоутвореного Корюківського району.